# Автобусная авария под Боном
Автобусная авария под Боном — крупное дорожно-транспортное происшествие, произошедшее 31 июля 1982 года во Франции близ города Бон на автомагистрали А6 «Париж — Лион». В ходе столкновения в условиях дождя и загруженности дороги автобусов с детьми и легковых автомобилей произошёл пожар, охвативший шесть транспортных средств. В результате аварии и последующего пожара погибло 53 человека, из них 46 детей.
В истории Франции авария занимает второе место по количеству погибших при столкновении транспортных средств после террористического акта в Ницце 2016 года.

## Происшествие
В ночь с 30 на 31 июля группа школьников, сопровождаемая учителями, передвигалась на двух автобусах из населённого пункта Крепи-ан-Валуа региона Пикардия в летний лагерь, расположенный в курортном городе Оссуа в Грайских Альпах. К середине ночи при движении по автомагистрали А6 в сторону Лиона после проезда Бона автобусы попали на участок дороги, загруженный автомобилями в связи с наступлением летних выходных дней. Вместе с тем плотное движение трафика было сопряжено с дождём и сниженной пропускной способностью дороги по причине перехода от трёхполосной дороги к двухполосной.
Около 1:45 ночи при сужении магистрали до двух полос два автомобиля обогнали один из автобусов, оказавшись между обоими транспортными средствами, перевозящим детей. В этот момент передний автобус резко затормозил перед снизившим скорость автомобилем впереди. Задний автобус, не сумевший остановиться в связи с отказом тормозов, столкнулся с автомобилями перед собой, сжав их между автобусами. От столкновения целостность топливного бака заднего автомобиля была нарушена, разлив бензин на дорожное полотно. Воспламенившись, бензин привёл к пожару шести находящихся вблизи транспортных средств, включая пострадавшие при ударе автобусы и автомобили.
В то время как находящиеся в переднем автобусе дети были эвакуированы водителями и учителями, выход из заднего автобуса был заблокирован горящим автомобилем. Двум учителям удалось выпустить группу из 15 учеников из задней части автобуса, однако 44 ученика остались заперты в транспортном средстве вместе с двумя водителями и двумя учителями. В автомобилях, сжатых между автобусами, погибли все пять человек, включая трёх детей.

## Погибшие
В 6 часов утра 31 июля семьи учеников были извещены о происшествии. Имена погибших детей были зачитаны мэром Крепи-ан-Валуа в здании мэрии около 11 часов утра в алфавитном порядке. Лишь шесть тел могли быть опознаны визуально, что привело к захоронению неопознанных жертв в общей могиле городского кладбища. 
Последствия аварии под Боном вызвали большой резонанс в связи с высоким числом жертв среди несовершеннолетних. На похоронах присутствовал президент Франции Франсуа Миттеран.

## Последствия
Проведённое расследование показало, что задний автобус, имея неисправные тормоза, эксплуатировался без проведения их осмотра на протяжении 200 тысяч километров. В ходе судебного разбирательства подрядчик автобусной компании был осуждён условно на 18 месяцев лишения свободы и оштрафован на 25 тысяч франков. Один из водителей получил условный срок в 6 месяцев лишения свободы, также он был лишён водительских прав и приговорён к штрафу в размере 2,300 франков.
Страховая компания выплатила семьям жертв компенсацию в размере 12 миллионов франков.
Министром транспорта Шарлем Фитерманом были введены новые правила использования пассажирских автобусов дальнего следования, в том числе при перевозке детей. Так, их максимальная скорость была ограничена[сколько?], в то время как ограничение скорости для остальных транспортных средств при дожде было снижено до 110 километров в час на автомагистралях и 80 километров в час на других дорогах общего пользования. Групповая перевозка детей в выходные дни позднего июля и раннего августа была запрещена. Все тяжёлые транспортные средства, включая автобусы и грузовые автомобили, впредь должны иметь механический ограничитель скорости, устройство которого запрещено изменять, равно как иным способом вмешиваться в его работу. Кроме того, производители транспортных средств для публичных перевозок стали обязаны использовать в их производстве негорючие и нетоксичные материалы, а при производстве лобовых стёкол использовать многослойное стекло.
Ежегодно мэрия Крепи-ан-Валуа устраивает мероприятия памяти жертв аварии. В 1985 году в коммуне Мерсёй вблизи места аварии был воздвигнут памятный мемориал.